# Ophiorrhiza brevipes
Ophiorrhiza brevipes är en måreväxtart som beskrevs av Herbert Fuller Wernham. Ophiorrhiza brevipes ingår i släktet Ophiorrhiza och familjen måreväxter. Inga underarter finns listade i Catalogue of Life.